# 河野伸一朗
河野 伸一朗（かわの しんいちろう、2006年8月20日 - ）は、宮崎県児湯郡都農町出身のプロ野球選手（投手・育成選手）。左投左打。福岡ソフトバンクホークス所属。

## 経歴

### プロ入り前
小学校3年生のときに野球を始めた。
宮崎学園高校では1年春の九州大会1回戦で公式戦デビューを果たした。2年夏の宮崎大会では背番号11で全5試合に登板。4完投1完封、計42回7失点（自責点6）の活躍で、春夏通じて創部21年目で初となる甲子園大会出場に貢献した。甲子園大会では背番号1を付け、文星芸大付との初戦に先発したが、試合中盤以降に制球を乱し、被安打15・9失点で完投負け。2年秋の県大会でも宮崎日大との3回戦に先発するも、2点リードの6回から制球難に陥り、7回には自身のフィールディングのミスを皮切りに、4四球で逆転を許してイニング途中から一塁の守備に回り、チームも敗れた。2024年2月には体育のバレーボールの授業中に着地に失敗し、右足首に重度の捻挫。さらに、5月には左肘の靱帯を痛め、3年夏の宮崎大会は背番号1ながら登板は回避し、代打として出場し、チームは宮崎商業との3回戦で敗退した。痛めた左肘については、保存療法で10月からキャッチボールを再開した。
2024年10月24日に開催されたドラフト会議にて、福岡ソフトバンクホークスから育成5位指名を受けた。11月11日には支度金300万円・年俸360万円（金額はいずれも推定）で入団に合意。12月9日に背番号が128と発表された。

## 選手としての特徴
身長190cmの長身かつ高いリリースポイントから投げ下ろす投球フォームは角度があり、打ちづらいのが特徴。持ち球は最速140km/hのストレート、スライダー、カーブ、チェンジアップがある。
投手としてドラフト指名を受けたが、宮崎学園高校時代には「バッティングの方が自信はあります」と話し、2年夏の宮崎大会では打率.471を記録。勝負強く、長打もあることから、上級生が引退した後の新チームでは4番を任された。
同校の崎田忠寛監督は、2023年秋の県大会で敗退した際、河野について「河野の場合は気力や体力面の問題だと思います」「冬の最優先課題は集中力を維持できるだけの体力、そしてコントロールを身に付けること」と話した一方、指導面の悩みとして「彼は本当にバッティングが好きなので、普段の練習でもバッティング練習が多く、投手に必要な基礎メニューは後回しにしてしまうんです。私たちが求めている部分と彼がやっていることには、まだまだ開きがありますね」とも話した。翌2024年2月の取材でも「ボールの質もコントロールも前よりよくなっているのはたしかです。ただ、私としては体づくりのためのトレーニングを重視してほしいんですけど、私の意図するところまではまだいっていない感じです」と、河野は時間を見つけてはバットを握り、打撃練習に精を出していた。

## 詳細情報

### 背番号
- 128（2025年[15] - ）